# Un ciel radieux
Cet article concerne le manga. Pour le téléfilm, voir Un ciel radieux (téléfilm).
Autre
Un ciel radieux (晴れゆく空, Hare yuku sora) est un manga de Jirō Taniguchi, publié par Shūeisha en un volume en 2005. La version française est éditée par Casterman dans la collection Écritures en un volume sorti en septembre 2006.

## Synopsis
Kazuhiro Kubota est un salarié surmené d'une entreprise japonaise. Un soir, il perd le contrôle de son véhicule et vient heurter de plein fouet la moto d'un jeune homme circulant en sens inverse. Lorsqu'il se réveille à l'hôpital quelques jours plus tard, il se rend compte que le corps qu'il occupe n'est pas le sien, mais celui de Takuya Onodéra, le conducteur du deux roues. Il tente de donner le change à la famille et aux amis du jeune homme en prétendant qu'il est amnésique. Mais sachant qu'il ne s'agit que d'un bref répit, et que l'esprit du jeune garçon reprendra sa juste place, il ne rêve que de retrouver sa famille pour lui faire ses adieux. Il décide de passer à la maison. Son chien et sa petite fille le reconnaissent au-delà de son enveloppe corporelle, mais pas sa femme, qui lorsqu'il lui annonce que son mari est encore en vie, le met à la porte. Il finit par se confier à la meilleure amie de Takuya, qui, ayant assisté à la conversation surréaliste entre les deux époux, décide de le croire.
Petit à petit, l'esprit de Takuya refait surface et Kubota sentant sa fin proche retourne voir sa femme. Il lui fait alors des révélations sur son travail et lui donne un dossier qui lui permettra de poursuivre son entreprise pour avoir provoqué sa mort. Alors qu'il a repris le dessus, le jeune garçon lui permet de passer ses derniers instants avec sa famille, avant qu'il ne meure une seconde fois, et cette fois-ci pour de bon.

## Adaptation
Une adaptation télévisuelle du manga a lieu en 2016, réalisée par Nicolas Boukhrief et Frédérique Moreau avec Léo Legrand, Dimitri Storoge et Marie Kremer. 